# Jackie Groenen

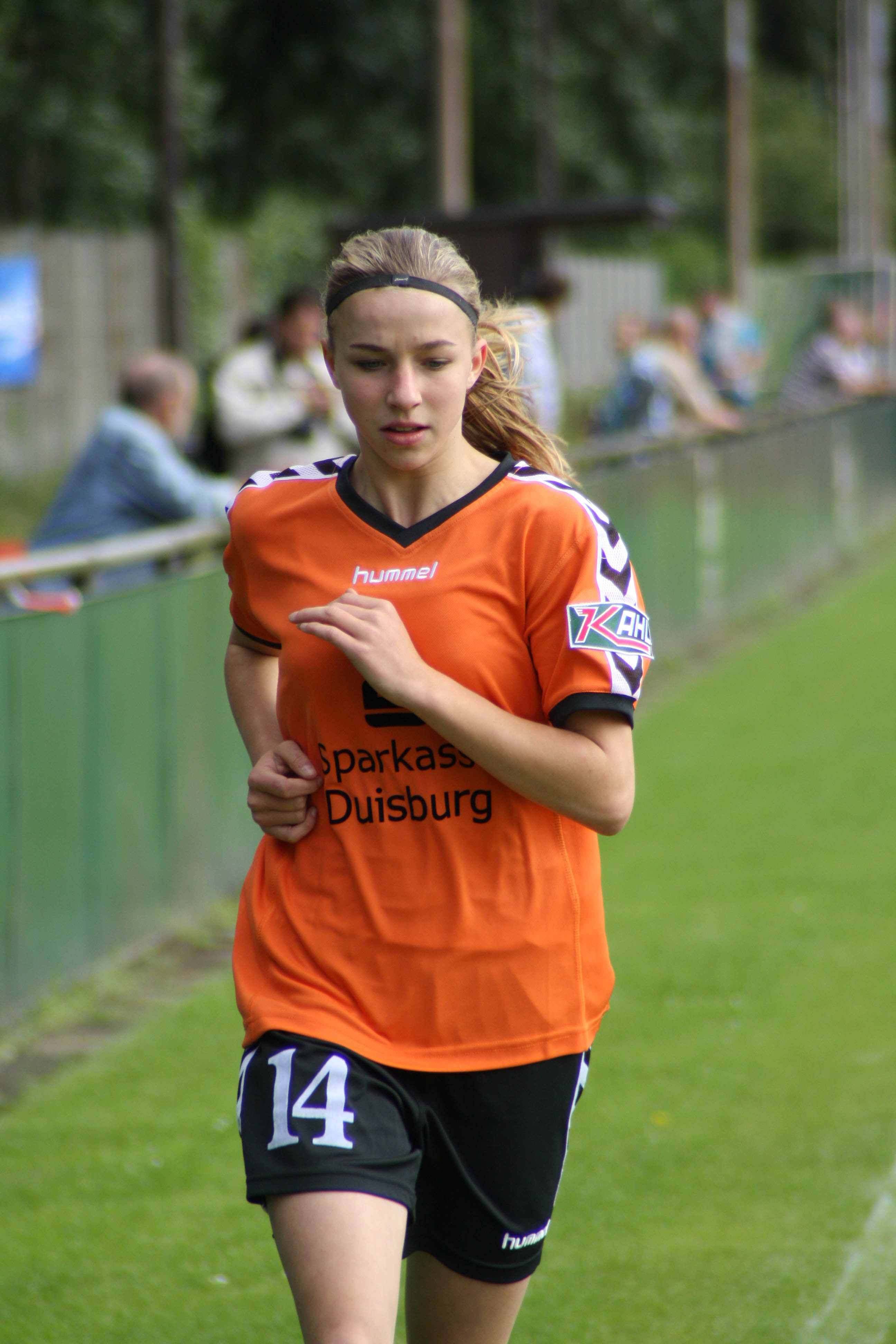
Jackie Groenen in 2011 met nummer 14

Jackie Noelle Groenen (uitspraak: /ˈsʲɑki/, /ˈʃɑki/; Tilburg, 17 december 1994) is een Nederlands-Belgisch voetbalster die sinds 2022 speelt voor Paris Saint-Germain Féminines. Sinds 2016 maakt ze onderdeel uit van het Nederlands vrouwenvoetbalelftal. Tevens was Groenen enige jaren succesvol actief als judoka.
Groenen is geboren in Tilburg, maar groeide op in het Belgische Poppel en bezit sinds enkele jaren, naast de Nederlandse, ook de Belgische nationaliteit. Naast haar voetbalcarrière studeert ze rechten aan de Tilburg University. Haar grote voetbalvoorbeeld is Johan Cruijff.

## Voetbal

### Clubcarrière
Samen met haar zus Merel begon Groenen haar voetbalcarrière bij GSBW. Via VV Riel en Wilhelmina Boys kwam ze terecht bij SV Rood-Wit Veldhoven. In januari 2011 maakte ze, samen met Merel, de overstap naar SGS Essen. Voor de Duitse club debuteerde ze in het bekertoernooi en niet veel later ook in de Bundesliga. Met ingang van seizoen 2011/12 tekende ze bij FCR 2001 Duisburg. Ze debuteerde voor de club in de Bundesliga-Cup die in mei 2011 gespeeld werd. Vanaf 2014 speelde ze twee seizoenen voor Chelsea en in de zomer van 2015 vertrok ze naar 1. FFC Frankfurt, waar ze vier seizoenen speelde. Op 1 juli 2019 stapte ze over naar Manchester United waar ze ook als nummer 14 speelt. Na drie seizoenen in Manchester maakte ze de overstap naar Paris Saint-Germain Féminines. Met de transfer was ongeveer 150.000 euro gemoeid, wat haar de duurste Nederlandse voetbalster ooit maakt.

### Interlandcarrière
In 2009 debuteerde Groenen voor Oranje onder 17. Ze speelde tot en met 2010 zes interlands voor het elftal, maar wist niet te scoren. Op 31 maart 2012 debuteerde Groenen voor Nederland –19. Ze viel geblesseerd uit en kon daardoor ook de andere twee kwalificatiewedstrijden die die week gespeeld werden niet spelen. Op 22 januari 2016 debuteerde Groenen in het Nederlands elftal in een oefenwedstrijd tegen Denemarken. Op 20 oktober 2016 in de vriendschappelijke uitwedstrijd tegen Schotland maakte zij haar eerste interlanddoelpunt. In 2017 won Groenen met Nederland de Europese titel op het Europees kampioenschap in eigen land. Tijdens het wereldkampioenschap in 2019 scoorde Groenen in de halve finale tegen Zweden het enige doelpunt, waardoor het Nederlands elftal de finaleplaats behaalde die vervolgens op 7 juli 2019 werd verloren van de Verenigde Staten. In 2021 nam ze met het Nederlands Elftal deel aan de Olympische Spelen in Tokio waarin ze het in de kwartfinale opnieuw moesten afleggen tegen de Verenigde Staten.
| Interlandgoals | Interlandgoals   | Interlandgoals                             | Interlandgoals | Interlandgoals | Interlandgoals | Interlandgoals       |
| -------------- | ---------------- | ------------------------------------------ | -------------- | -------------- | -------------- | -------------------- |
|                |                  |                                            |                |                |                |                      |
| Goal           | Datum            | Locatie                                    | Tegenstander   | Score          | Uitslag        | Competitie           |
| 1.             | 20 oktober 2016  | Tony Macaroni Arena, Livingston, Schotland | Schotland      | 7–0            | 7–0            | Vriendschappelijk    |
| 2.             | 8 juni 2018      | Shamrock Park, Portadown, Noord-Ierland    | Noord-Ierland  | 5–0            | 5–0            | WK-kwalificatie 2019 |
| 3.             | 3 juli 2019      | Parc Olympique Lyonnais, Lyon, Frankrijk   | Zweden         | 1–0            | 1–0            | WK 2019              |
| 4.             | 23 Oktober 2020  | Euroborg, Groningen, Nederland             | Estland        | 3–0            | 7–0            | EK-kwalificatie      |
| 5.             | 23 Oktober 2020  | Euroborg, Groningen, Nederland             | Estland        | 5–0            | 7–0            | EK-kwalificatie      |
| 6              | 24 februari 2021 | De Koel, Venlo, Nederland                  | Duitsland      | 1–0            | 2–1            | Vriendschappelijk    |
| 7              | 13 april 2021    | Goffertstadion, Nijmegen, Nederland        | Australië      | 3–0            | 5–0            | Vriendschappelijk    |

### Statistieken
| Seizoen         | Club                          |                    | Competitie          | Competitie | Competitie | Beker | Beker | Internationaal | Internationaal | Overig | Overig | Totaal | Totaal |
| Seizoen         | Club                          | Wed.               | Competitie          | Dlp.       | Wed.       | Dlp.  | Wed.  | Dlp.           | Wed.           | Dlp.   | Wed.   | Dlp.   |        |
| --------------- | ----------------------------- | ------------------ | ------------------- | ---------- | ---------- | ----- | ----- | -------------- | -------------- | ------ | ------ | ------ | ------ |
| 2010/11         | SGS Essen                     | Vlag van Duitsland | Bundesliga          | 6          | 0          | 1     | 0     | -              | -              | -      | -      | 7      | 0      |
| Club totaal     | Club totaal                   | Club totaal        | Club totaal         | 6          | 0          | 1     | 0     | 0              | 0              | 0      | 0      | 7      | 0      |
| 2010/11         | FCR Duisburg                  | Vlag van Duitsland | Bundesliga          | -          | -          | -     | -     | -              | -              | 2      | 1      | 2      | 1      |
| 2011/12         | FCR Duisburg                  | Vlag van Duitsland | Bundesliga          | 9          | 0          | 1     | 0     | -              | -              | -      | -      | 10     | 0      |
| 2012/13         | FCR Duisburg                  | Vlag van Duitsland | Bundesliga          | 16         | 2          | 1     | 0     | -              | -              | -      | -      | 17     | 2      |
| 2013/14         | FCR Duisburg                  | Vlag van Duitsland | Bundesliga          | 7          | 2          | 1     | 0     | -              | -              | -      | -      | 8      | 2      |
| Club totaal     | Club totaal                   | Club totaal        | Club totaal         | 32         | 4          | 3     | 0     | 0              | 0              | 2      | 1      | 37     | 5      |
| 2014            | Chelsea                       | Vlag van Engeland  | WSL                 | 14         | 2          | 5     | 2     | -              | -              | -      | -      | 19     | 4      |
| 2015            | Chelsea                       | Vlag van Engeland  | WSL                 | 6          | 0          | 0     | 0     | -              | -              | -      | -      | 6      | 0      |
| Club totaal     | Club totaal                   | Club totaal        | Club totaal         | 20         | 2          | 5     | 0     | 0              | 0              | 0      | 0      | 25     | 4      |
| 2015/16         | FFC Frankfurt                 | Vlag van Duitsland | Bundesliga          | 21         | 1          | 2     | 1     | 8              | 0              | -      | -      | 31     | 2      |
| 2016/17         | FFC Frankfurt                 | Vlag van Duitsland | Bundesliga          | 22         | 4          | 2     | 1     | -              | -              | -      | -      | 24     | 5      |
| 2017/18         | FFC Frankfurt                 | Vlag van Duitsland | Bundesliga          | 20         | 6          | 3     | 1     | -              | -              | -      | -      | 23     | 7      |
| 2018/19         | FFC Frankfurt                 | Vlag van Duitsland | Bundesliga          | 16         | 2          | 2     | 0     | -              | -              | -      | -      | 18     | 2      |
| Club totaal     | Club totaal                   | Club totaal        | Club totaal         | 79         | 13         | 9     | 3     | 8              | 0              | 0      | 0      | 96     | 16     |
| 2019/20         | Manchester United             | Vlag van Engeland  | Super League        | 12         | 0          | 0     | 0     | 0              | 0              | -      | -      | 12     | 0      |
| 2020/21         | Manchester United             | Vlag van Engeland  | Super League        | 22         | 0          | 0     | 0     | 0              | 0              | -      | -      | 22     | 0      |
| 2021/22         | Manchester United             | Vlag van Engeland  | Super League        | 16         | 0          | 0     | 0     | 0              | 0              | -      | -      | 16     | 0      |
| Club totaal     | Club totaal                   | Club totaal        | Club totaal         | 50         | 0          | 0     | 0     | 8              | 0              | 0      | 0      | 50     | 0      |
| 2022/23         | Paris Saint-Germain Féminines | Vlag van Frankrijk | Division 1 Féminine | 0          | 0          | 0     | 0     | 0              | 0              | 0      | 0      | 0      | 0      |
| Carrière totaal | Carrière totaal               | Carrière totaal    | Carrière totaal     | 187        | 19         | 18    | 5     | 8              | 0              | 2      | 1      | 215    | 25     |

Bijgewerkt op 8 september 2019

## Erelijst
| Competitie                     | Winnaar   | Winnaar   | Runner-up | Runner-up | Derde     | Derde     |
| Competitie                     | Aantal    | Jaren     | Aantal    | Jaren     | Aantal    | Jaren     |
| Nederland                      | Nederland | Nederland | Nederland | Nederland | Nederland | Nederland |
| ------------------------------ | --------- | --------- | --------- | --------- | --------- | --------- |
| Europees kampioenschap voetbal | 1x        | 2017      |           |           |           |           |
| Algarve Cup                    | 1x        | 2018      |           |           |           |           |
| Wereldkampioenschap voetbal    |           |           | 1x        | 2019      |           |           |

## Judo
Groenen haalde in de sport judo vele prijzen. In 2007, 2008 en 2009 werd ze Nederlands kampioen onder 15 jaar. Groenen behaalde deze titels in de klasse -32 kg. In 2010 werd ze tweede bij het NK junioren onder 20 in de klasse -44 kg. Op 6 maart 2010 behaalde ze de gouden medaille op het NK onder 17 in Tilburg en in juni van 2010 won ze brons op het EK onder 17 in de klasse -40 kg in Teplice.
In februari 2011 won Groenen op het NK-junioren in de gewichtsklasse -44 kg in de leeftijd tot 20 jaar de titel.
Toen ze een voetbalcontract had bij FCR 2001 Duisburg nam ze deel aan het EK judo en brak in de halve finale haar heup met als gevolg een half jaar revalidatie. Ze werd toen voor de keus gesteld judo óf voetbal. Ze koos voor voetbal. Volgens Jackie Groenen heeft de combinatie judo en voetbal een meerwaarde wat betreft motorische vaardigheden, balans, snelheid, reactievermogen en respectvol omgaan met de tegenstander. Groenen heeft de derde dan.

### Internationale toernooien
| Jaar | Olympische Spelen | WK            | EK            | NK            | Jeugd EK                          | Jeugd NK        |
| ---- | ----------------- | ------------- | ------------- | ------------- | --------------------------------- | --------------- |
| 2007 |                   | geen deelname | geen deelname | geen deelname | geen deelname                     | tot 32 kg (-15) |
| 2008 | geen deelname     | geen deelname | geen deelname | geen deelname | geen deelname                     | tot 32 kg (-15) |
| 2009 |                   | geen deelname | geen deelname | geen deelname | geen deelname                     | geen deelname   |
| 2010 | tot 40 kg (-17)   | geen deelname | geen deelname | geen deelname | tot 40 kg (-17) · tot 44 kg (-20) |                 |
| 2011 | geen deelname     | geen deelname | geen deelname | geen deelname | tot 44 kg (-20)                   |                 |

## Overige werkzaamheden
Jackie Groenen is ambassadeur voor de Zwaluwen Jeugd Actie, de Johan Cruyff Foundation en NLvoor elkaar. Ze heeft een commerciële overeenkomst met Nike. In 2018 bracht ze haar boek 'Voetbalavonturen met Jackie Groenen' uit. Haar vrije tijd besteedt Groenen graag aan zingen en gitaar spelen.

## Trivia
- Voor de serie 'Leeuwinnen in het Rijks' werkte Groenen in 2020 mee aan een fotoshoot in het Rijksmuseum voor het sportmagazine Helden.[21]
- In 2021 opende Groenen in Cumberland School vlak bij Manchester haar eigen Speciale Cruyff Court.

## Onderscheidingen
- Op woensdag 25 oktober 2017 werden alle EK-leeuwinnen door de Koning ontvangen op Paleis Noordeinde. Eerder die dag kreeg Groenen door premier Rutte en minister Schippers (Sport) de versierselen behorende bij de koninklijke onderscheiding Ridder in de Orde van Oranje Nassau uitgereikt.[22]
- In 2017 werd Groenen net als de overige spelers van het Nederlands Elftal vanwege het Europees Kampioenschap benoemd tot Bondsridder van de KNVB.[23]